# José Manuel Soria
José Manuel Soria López (Las Palmas de Gran Canaria, Gran Canaria, 5 de enero de 1958) es un político español del Partido Popular (PP). Fue presidente regional del partido en Canarias (1999-2016). Fue ministro de Industria, Energía y Turismo del Gobierno de España (2011-16) e impulsor del controvertido Real Decreto sobre autoconsumo fotovoltaico. 
Anteriormente, fue alcalde del Ayuntamiento de Las Palmas de Gran Canaria (1995-2003); presidente del Cabildo insular de Gran Canaria (2003-7); diputado autonómico en el Parlamento de Canarias (2003-11); vicepresidente y consejero de Economía y Hacienda del Gobierno de Canarias (2007-10).
Fue forzado a dimitir en abril de 2016 después de que sus empresas aparecieran en los papeles de Panamá.

## Biografía
Sus orígenes familiares radican en el municipio grancanario de Telde. Su padre, Manuel Soria Segovia, granadino, con anterioridad empleado de Iberia trasladado a Las Palmas, fue un empresario dedicado a la exportación hortofrutícola, tras su matrimonio con Pilar López Pérez, madre de José Manuel. Tiene cinco hermanos. Está casado y tiene dos hijos.

## Inicios políticos
Se licenció en Ciencias Económicas y Empresariales en la Universidad Autónoma de Madrid. Más tarde trabajó como analista de mercado para Venezuela y el Caribe en la Embajada de España en Caracas entre 1980 y 1981.
En 1984 logró ser Técnico Comercial del Estado tras la reforma interna del cuerpo. Desde 1984 a 1989 trabajó como profesor de Macroeconomía y Economía Internacional en el Centro de Estudios Comerciales de Madrid. Entre 1986 y 1987 fue asesor del Gabinete del Ministro de Economía y Hacienda, coincidiendo con la etapa del socialista Carlos Solchaga como ministro.
Entre 1987 y 1989 fue jefe del Gabinete de la Secretaría de Estado de Comercio, durante uno de los dos mandatos del socialista Apolonio Ruiz Ligero, donde formó parte de los consejos de administración de las empresas públicas Aldeasa (1987), Initec (1988-1989) y el Banco de Crédito Industrial (1988-1989).

## Alcaldía del Ayuntamiento de Las Palmas de Gran Canaria
Tras la celebración de las elecciones municipales del 28 de mayo de 1995, en los que obtuvo la mayoría absoluta en la corporación municipal, el 17 de junio fue elegido alcalde de Las Palmas de Gran Canaria, siendo reelegido cuatro años después en las elecciones municipales del 13 de junio de 1999. Su segundo mandato coincidirá con su elección en 1999 como Presidente regional de su partido en Canarias, sucediendo a José Miguel Bravo de Laguna Bermúdez. Bravo de Laguna dimitió la misma noche de las elecciones municipales y autonómicas de ese mismo año, entre otros factores, por los ajustados resultados electorales habidos principalmente por las secuelas derivadas del denominado «caso Bango», iniciado a principios de 1999, en el que estaban imputados varios dirigentes del PP de Tenerife.
El «caso Bango», que lleva el nombre de la ex abogada del PP de Santa Cruz de Tenerife, Julia C. Bango Arrocha, donde ésta denunciaba supuesta corrupción política que favorecía a ciertos constructores y por lo que fue agredida físicamente, nunca fue aclarado del todo a la opinión pública y costó la fractura del PP en la isla de Tenerife cuando pasaba precisamente por una de sus épocas de más esplendor. En esta trama político-financiera se vieron envueltos políticos, empresarios, periodistas y medios de comunicación locales y nacionales (el diario El Mundo, su director, Pedro J. Ramírez, y el redactor, José Luis Lobo, fueron condenados judicialmente al causar perjuicios por la ausencia de contraste y la falta de veracidad de sus publicaciones).
El segundo mandato municipal de José Manuel Soria coincidió con los años en los que empezó a postularse como el apoyo desde Canarias a las políticas de José María Aznar en el Gobierno de España, una fortaleza extraída de su mayoría absoluta en el Ayuntamiento capitalino y del vacío de poder habido tras la marcha de Bravo de Laguna. Asimismo, la salida del partido de Ignacio González Santiago, líder del PP de Tenerife así como del sector crítico durante los años 90 y que luego constituiría el CCN en la isla, favoreció el ascenso político de Soria. El caso Bango acabó temporalmente con la carrera política de González Santiago, que llegó a ser secretario regional del partido con José Miguel Bravo de Laguna y consejero de Presidencia en uno de los gobiernos de Manuel Hermoso Rojas. Todas estas circunstancias favorecieron que José Manuel Soria fuera proclamado desde Madrid como "candidato oficial", para rápidamente ocupar la Presidencia regional de su partido en el Congreso del PP de Canarias celebrado en octubre de ese mismo año 1999.
La Presidencia regional del PP en Canarias permitió a Soria integrarse en la Junta Directiva Nacional de su partido.

## Presidencia del Cabildo insular de Gran Canaria
Tras las elecciones municipales del 25 de mayo de 2003 y hasta 2007 presidió el Cabildo insular de Gran Canaria habiendo sido su lista electoral la más votada.
Su mandato en el Cabildo grancanario fue percibido con "niveles de baja gestión" por los grupos de la oposición, no así en cuanto a belicosidad partidista dentro y fuera de la corporación insular. Sin embargo, tal vez pueda destacarse de esta etapa el derribo del tramo de la autopista del Sur de Gran Canaria GC-1 conocido como «el escalextric», en la desembocadura del barranco de Guiniguada, pues la gestión de la referida carretera fue delegada por su titular, conforme a la Ley de Carreteras de Canarias, la comunidad autónoma canaria. Ello se logró en colaboración con el Ayuntamiento de Las Palmas de Gran Canaria, de la mano de su alcaldesa Pepa Luzardo (PP), como paso previo para la remodelación de la principal vía de acceso a la capital grancanaria, otrora una zona neurálgica para el tráfico, facilitando la modernización de los históricos barrios capitalinos de Triana y Vegueta, proyecto ahora casi estancado por falta de financiación de otras administraciones. Esta reordenación se diseñó también para ayudar a la catalogación de estos barrios como Patrimonio de la Humanidad por la UNESCO. Sin embargo ello aún no se ha logrado por la mundial crisis financiera de 2008, relegando su tramitación.
Tras las elecciones a los Cabildos insulares canarios de mayo de 2007 fue investido nuevamente Presidente de la corporación insular (ya que el cabeza de lista más votada ocupa automáticamente la Presidencia), pero esta vez con una mayoría relativa, lo cual favoreció que prosperase una moción de censura presentada por el Partido Socialista Canario (PSC-PSOE) y Nueva Canarias (NC) en el mismo Pleno de su nombramiento, moción que le removería del cargo automáticamente, tras lo cual presentaría su dimisión como consejero de la corporación insular para entrar a formar parte como miembro del Gobierno autonómico de Paulino Rivero, con Coalición Canaria (CC).

## Gobierno autonómico
Desde 2003 es diputado por el Partido Popular en el Parlamento de Canarias, escaño que compatibiliza con el de la Presidencia del Cabildo insular grancanario hasta su salida, el 9 de junio de 2007, mediante la referida moción de censura.[cita requerida]
Accedió al Gobierno de Canarias de la mano de Coalición Canaria (CC), aun habiéndose tratado pública y notoriamente como acérrimos rivales desde la salida del PP del Gobierno canario en la anterior legislatura, entonces presidido por Adán Martín Menis (CC), luego del tercer pacto de Gobierno entre PP y CC en la historia parlamentaria canaria (los dos primeros acuerdos para formar Gobierno serían negociados por José Miguel Bravo de Laguna en las legislaturas inmediatamente anteriores). Aquella salida no traumatizó al Gobierno canario pues obtendría la estabilidad gracias al apoyo del PSC-PSOE, siendo por entonces su Secretario general regional Juan Carlos Alemán.[cita requerida]

## La crisis interna del PP de Canarias
Con las elecciones autonómicas del 27 de mayo de 2007 aparecería una crisis interna en el seno del PP canario tras perderlas por segunda vez consecutiva, en esta ocasión con mayor número de escaños perdidos. También se perderían los importantes gobiernos del Cabildo insular de Gran Canaria y de los ayuntamientos de Las Palmas de Gran Canaria y San Bartolomé de Tirajana (Gran Canaria), el segundo por una escisión interna. El Ayuntamiento de La Oliva (Fuerteventura) también sería escenario de un pulso entre Soria y el que fuera durante más de 25 años alcalde de La Oliva y presidente del PP de Fuerteventura, Domingo González Arroyo, tras la imposición de una candidatura alternativa para la presidencia insular por parte de la dirección regional de su partido, circunstancia semejante a la sucedida en Cataluña a través de Mariano Rajoy en abril de 2008.
La crisis se vería agudizada por la destitución del responsable de la estrategia electoral del PP en Canarias, Luis Larry Álvarez Cardero.
El PP accedió al Gobierno autonómico, presidido por el nacionalista Paulino Rivero (CC), luego del cuarto pacto entre ambas formaciones políticas, lo que favoreció el nombramiento de Soria como Vicepresidente del Gobierno y como Consejero de Economía y Hacienda, cargos que ejerce al mismo tiempo. Este acuerdo in extremis para formar Gobierno tendría como objetivo principal desbancar al PSC-PSOE, encabezado por el ex Ministro de Justicia grancanario Juan Fernando López Aguilar, a pesar de haber obtenido una mayoría de escaños pero sin alcanzar la mayoría absoluta.
En julio de 2008 Domingo González Arroyo fue suspendido de militancia, junto con otro centenar de miembros, tras la proposición de una moción de censura en la corporación municipal existiendo un pacto de gobierno regional con CC. Tras lo cual se impuso una junta gestora insular del partido que no impediría al propio González Arroyo mantener su crítica y oposición hasta la celebración del XII Congreso regional del PP celebrado en septiembre de 2008. En el verano de 2009 González ha hecho público su propósito de construir un nuevo partido en la isla, el Partido Popular Majorero.
A pesar de las afirmaciones de González Arroyo sobre la presentación de la referida moción de censura en la que decía que fue autorizado por Soria, de forma paralela continúa con el ejercicio de las funciones de presidente insular, convocando a los órganos locales, a la espera de una resolución judicial que aclare la legalidad de la suspensión cautelar adoptada por el Comité de Derechos y Garantías del partido en Canarias Mientras tanto, «el principal objetivo seguirá siendo destituir a José Manuel Soria de todas las instituciones». Finalmente fue expulsado del PP por decisión de su dirección nacional para terminar fundando en 2009 el Partido Popular Majorero.

## Polémica por la ponencia política del XVI Congreso nacional del PP
En mayo de 2008 es designado miembro de la comisión redactora de una de las tres ponencias políticas que se debatieron en el XVI Congreso nacional del PP, celebrado en junio de ese mismo año, igualmente integrada por María San Gil y Alicia Sánchez-Camacho Pérez.
Las discrepancias con el entorno de Mariano Rajoy en el contenido del referido documento ideológico provocaron la renuncia de San Gil al cargo de presidenta del Partido Popular del País Vasco y solicitó la baja de su afiliación. El papel que jugó José Manuel Soria en esta polémica tuvo como consecuencia su enfrentamiento a través del envío de un mensaje a María San Gil que decía lo siguiente: «María, he recibido tu ponencia. ¡Arriba España!», el cual fue filtrado y difundido por los medios de comunicación. Tras el posicionamiento de Sánchez Camacho a favor de San Gil, Rajoy decidió que interviniera Lassalle.

## XII Congreso regional del PP en Canarias
Soria fue confirmado en el XII Congreso regional del PP en Canarias, celebrado durante los días 27 y 28 de septiembre de 2008, como presidente regional en Canarias habiéndose presentado una única candidatura. Las luchas de poder internas y la ausencia de un liderazgo opositor visible, junto con el apoyo desde Madrid, favorecerían una continuidad en el cargo sin candidatos opositores desde 1999.

## Causas judiciales

### La corrupción urbanística vinculada al PP de Canarias
Soria atravesó serias dificultades políticas fundamentalmente por los casos de corrupción urbanística que afloraron durante 2006 y 2007 en Canarias, tras arribar la recién creada "Brigada Anticorrupción". Los municipios grancanarios de Mogán (caso Góndola), Telde (caso Faycán, en el que se han visto envueltos penalmente, entre otros, Jorge Alberto Rodríguez Pérez, ex portavoz del grupo parlamentario del PP regional, Toñi Torres, exconcejala y exconsejera del Gobierno de Canarias, la cual acabaría suicidándose tras su imputación debido a una depresión, y Paco Valido, exalcalde del municipio) y Santa Brígida (caso Brisán), se convirtieron en el epicentro mediático de la corrupción institucional en Canarias con el delito urbanístico como telón de fondo.
Soria criticó entonces a su principal rival político, el por entonces candidato a la presidencia del Gobierno de Canarias, Juan Fernando López Aguilar, acusándole de promover la instrumentalización de la Justicia a través de la Fiscalía general del Estado. Esta ha sido la misma estrategia usada por el PP nacional para defenderse de las críticas recibidas por la trama de corrupción y espionaje destapada durante el mes de febrero de 2009, en Madrid, y en la que se ha visto envuelta la formación política madrileña.
A principios de 2008 salen a la luz irregularidades referentes a grandes proyectos urbanísticos para la capital grancanaria realizadas durante sus mandatos en el Ayuntamiento de Las Palmas de Gran Canaria (periodos comprendidos entre 1995 a 1999 y 1999 a 2003) y en el Cabildo insular de Gran Canaria (de 2003 a 2007).

### El caso Eolo
Fue el denominado caso Eolo el acontecimiento más llamativo por los debates que suscitó tanto en el seno del Parlamento canario como en el del Cabildo insular de Gran Canaria, lo que coadyuvó a la salida del PP del Gobierno de Canarias. Aun cuando el escándalo alcanzó a diversas personas próximas a Soria (su hermano Luis como Consejero de Industria, Comercio y Nuevas tecnologías, y Celso Perdomo, ex director general de Industria y Energía y principal responsable, entre otros) él mismo no sería imputado por delito alguno, costándole sin embargo a Luis Soria su carrera política.
En septiembre de 2008, a sólo una semana de la celebración del XII Congreso regional del PP en Canarias, y como derivado de los acontecimientos del caso Eolo, Soria resultó condenado en costas judiciales por imputar con mala fe —según consta en la sentencia judicial— los delitos de calumnias e injurias al ingeniero y empleado del Cabildo, Francisco Cabrera. Cabrera fue técnico de la Autoridad Portuaria de Las Palmas y denunció públicamente a Soria por haber tratado, supuestamente, de favorecer a una empresa privada —cuyo propietario era el empresario Javier Esquível, cercano a Soria, y que llegaría incluso a costear el alquiler de la familia Soria durante 21 meses hasta que fue acabada su nueva residencia de Tafira, lo que luego se denominaría en los medios como «caso del Chalet»— en detrimento de la empresa de titularidad cabildicia Megaturbinas de Arinaga, para la explotación de energía eólica en el muelle de Arinaga (Gran Canaria) en un concurso, siendo su hermano Luis Soria Consejero de Industria.

### El caso del Chalet
A principios de abril de 2009, a escasos días tras la apertura del juicio oral, los medios de comunicación anuncian la presentación de una nueva denuncia por parte del periodista Carlos Sosa Báez (Canarias Ahora) por los hechos del caso Eolo en la que se incluyen los delitos de cohecho, tráfico de influencias, prevaricación, negociaciones prohibidas a funcionario público, infidelidad en la custodia de documentos, falsedad en documento público, falso testimonio y receptación presuntamente cometidos por José Manuel Soria (por entonces diputado regional y presidente del Cabildo insular de Gran Canaria), su hermano Luis (ex Consejero de Industria del Gobierno canario), su esposa María del Carmen Benítez (procuradora) y el expresidente de la Autoridad Portuaria José Manuel Arnáiz. En respuesta, Soria denunciaría a Carlos Sosa y a Francisco Chavanel por injurias y calumnias, siendo condenado el propio Soria a pagar las costas judiciales del juicio en el denominado «caso del Chalet». A lo largo de su sentencia, «el juez se refiere de forma reiterada al Tribunal Europeo de Derechos Humanos al resaltar la importancia de la libertad de expresión y de información en una sociedad de orden democrático».

### El caso Salmón
El 6 de octubre de 2008 el Fiscal Anticorrupción de Las Palmas, Luis del Río, respaldó y pidió personarse en la causa que se seguía contra Soria por la supuesta comisión de un delito de cohecho cuando presidía el Cabildo grancanario, en el denominado caso Salmón. El caso atribuye trato de favor al empresario noruego Bjorn Lyng (ya fallecido), propietario de la empresa Anfi del Mar, por parte del Cabildo insular de Gran Canaria tras haber invitado a Soria y a su familia a un viaje a Suecia, Austria y Noruega para pescar salmón durante el verano de 2005. La denuncia fue interpuesta por el periodista Carlos Sosa Báez, director del medio de comunicación Canarias Ahora y fue admitida a trámite por el Tribunal Superior de Justicia de Canarias (TSJC), con sede en Las Palmas de Gran Canaria, como órgano instructor competente por tratarse de una persona aforada judicialmente.
Nueve meses después de su inicio, en mayo de 2009, la magistrada del TSJC Margarita Varona archivó el caso al no apreciar la consumación del delito de cohecho por aceptación de dádiva. De igual modo, aunque por razones distintas a las del TSJC, el fiscal solicitaría el archivo por estimar que la supuesta comisión del delito —en el supuesto de que así se hubiese apreciado por el TSJC— habría prescrito, ya que el viaje se llevó a cabo en 2005 y el plazo de prescripción para este tipo penal es de tres años según el Código Penal español. Luego del archivo de la causa, la asociación canaria de juristas Justicia y Sociedad interpondría un recurso al propio TSJC que sería desestimado.

## Intervenciones en los medios
El día en que era noticia el hecho de que según un estudio Canarias estaba a la cabeza de las zonas donde más trabajadores cobran menos de mil euros al mes, el periodista Rubens Ascanio Gómez, para Canarias semanal, sigue comentando que sucedió que la Intersindical Canaria hizo una petición a los representantes encargados para que no congelasen los salarios en Canarias (pues es conocido el que por ejemplo hay mucha diferencia con respecto a la península española). En la radio «preguntaron a José Manuel Soria, Vicepresidente de Canarias y Consejero de Economía, quien justificó esa diferencia salarial textualmente por la “baja productividad de los trabajadores en Canarias”». Al parecer, según el periodista, el propio representante de los canarios estaría insultándolos porque en definidas cuentas trabajarían «menos y peor».

## Ministro de Industria, Energía y Turismo

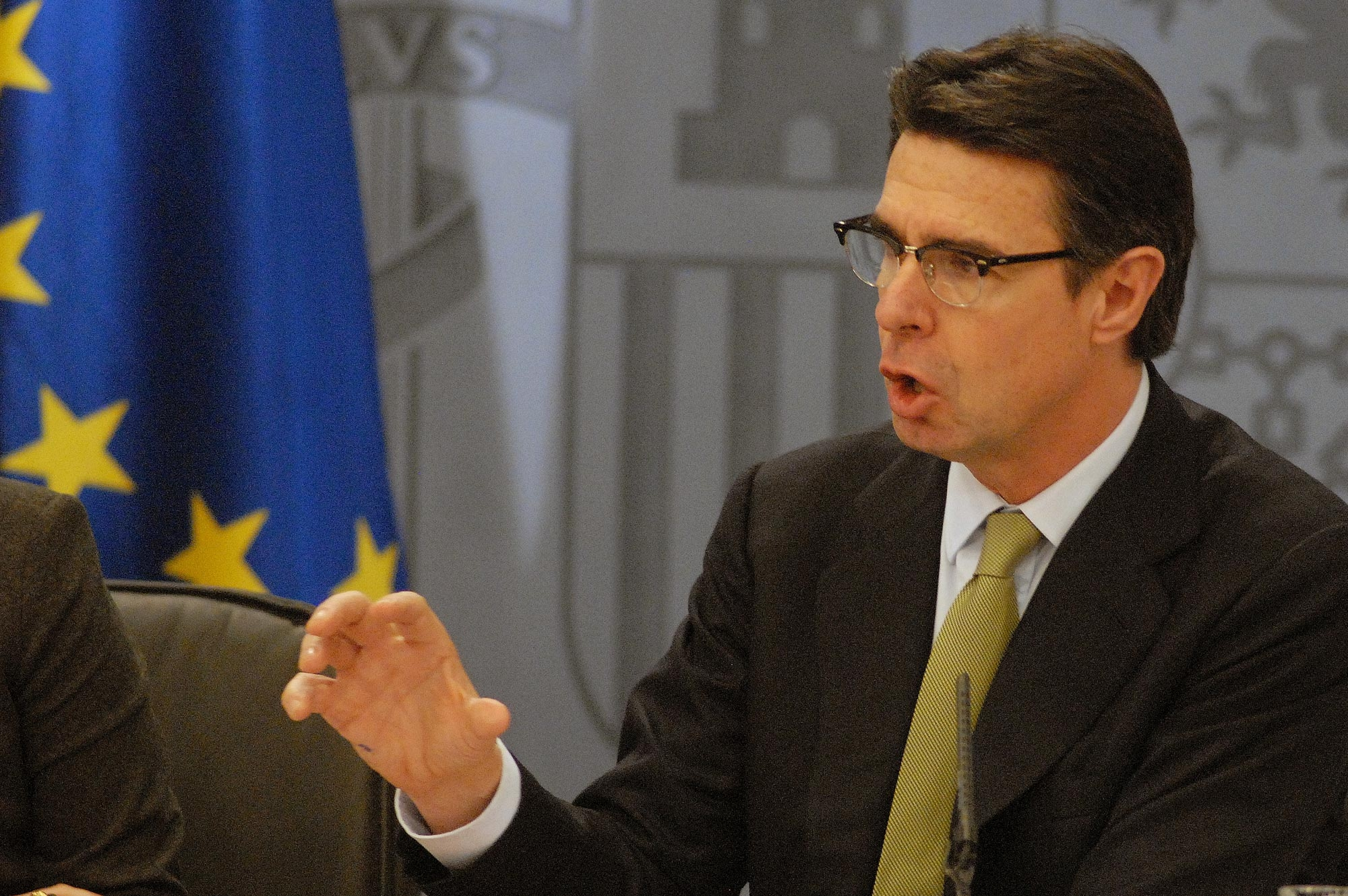
José Manuel Soria durante la rueda de prensa posterior a la reunión del Consejo de Ministros. Enero de 2012.

Tras ganar el Partido Popular las elecciones del 20 de noviembre de 2011, forma parte del gobierno de Mariano Rajoy como ministro de Industria, Energía y Turismo.
Una de sus primeras decisiones fue prorrogar hasta 2019 la vida de la central nuclear de Garoña, que en 2011 cumplió los 40 años para los que inicialmente fue diseñada (y de la que el gobierno socialista de Rodríguez Zapatero ya había fijado su fecha de cierre para 2013). Una decisión que contrasta con la política energética nuclear del anterior gobierno del Partido Socialista presidido por José Luis Rodríguez Zapatero, que en 2006 cerró la central nuclear José Cabrera (más conocida como Zorita) cuando se cumplieron los 38 años de funcionamiento.
Otra decisión por la que es recordado, es la intervención en la subasta de las empresas energéticas, ante la subida de un 11% en 2013.  Esta decisión fue muy impopular para las empresas eléctricas que vieron reducidas sus ganancias.
Asimismo Soria dictó una moratoria para las nuevas primas a las energías renovables, un sistema de incentivos ideado por el Gobierno de Aznar en 1997.
El 17 de mayo de 2012 Soria fue el portavoz del gobierno en la defensa de la convalidación por el Congreso de los Diputados del decreto del gobierno de Rajoy por el que se cambia el modo de elegir al presidente de RTVE, que a partir de ese momento solo requerirá la mayoría absoluta y no la mayoría de 3/5 establecida por la ley aprobada bajo el gobierno socialista de Rodríguez Zapatero, que obligaba a que la persona elegida fuera consensuada entre los dos grandes partidos, PP y PSOE, y que a partir de la convalidación del decreto el PP podrá nombrar a quien quiera.
Como ministro, Soria visitó frecuentemente las oficinas de Zed Worldwide, una de las empresas pertenecientes a la familia Pérez Dolset, involucrada en una investigación judicial denominada «operación Hanta» por fraudes en la concesión de créditos y subvenciones del Ministerio de Industria tras haber logrado decenas de millones de euros para proyectos relacionados con internet y telefonía móvil.
Fue el impulsor del Real Decreto sobre consumo autovoltaico. Esta norma incluye una serie de peajes, entre ellos, el llamado "impuesto al sol", que grava el acceso a la red eléctrica a los poseedores de una red de autoconsumo (en general mediante paneles solares), ya que el autoabastecimiento encarecería el recibo de la luz a los usuarios que no poseen ningún sistema de autoabastecimiento. La justificación de estos peajes se basa esencialmente en el hecho de que una parte importante del recibo de la luz va destinado a pagar subvenciones a las energías renovables (especialmente la solar).

## Escándalo de los "Papeles de Panamá" y dimisión
En abril de 2016, a raíz de la publicación de los papeles de Panamá, se conoció que mantiene, junto con otros miembros de su familia, una red de sociedades en paraísos fiscales. Inicialmente aseguró que su familia no tenía ninguna relación con UK Lines Limited, empresa que le vinculaba con el uso de paraísos fiscales y que, acabó admitiendo, fue fundada por su padre.
El 15 de abril de 2016, tras varias contradicciones y al no poder aclarar su relación con este asunto, renunció a todos sus cargos (ministro de Industria, Energía y Turismo, diputado en Las Cortes Generales por Las Palmas y presidente del PP de Canarias).

## Candidatura para el cargo de director ejecutivo del Banco Mundial
A principios de septiembre de 2016, el Gobierno en funciones lo seleccionó como candidato para director ejecutivo del Banco Mundial. Hubo muchas quejas por parte de los políticos debido a su elección para el puesto. Finalmente, renunció a su candidatura el 6 de septiembre debido a las críticas recibidas por algunos políticos y los ciudadanos.

## Carrera empresarial
Poco después de frustrarse su fichaje por el Banco Mundial, en febrero de 2017 Soria abrió su propia consultora —Sorben Partners— de la que es consejero delegado. Desde 2018 ha sido consejero y asesor de diversas empresas —en algunos casos sin haber dejado transcurrir el periodo de dos años prescrito por la Ley de Altos Cargos—, y desde 2021 ejerce como presidente de Island Green Power en España, compañía fotovoltaica con sede en Londres y que en el momento de su fichaje contaba con cerca de 230 MW de potencia solar instalada en España.

## Distinciones y condecoraciones
- Gran Cruz de la Real Orden de Carlos III (2021)[99]

```
* Embajador de la marca España (2011-2016)
```